# Banderola

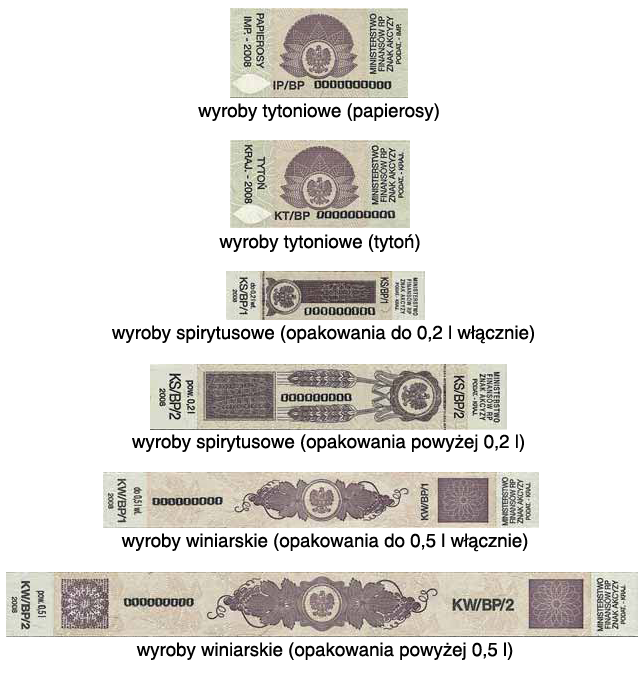
Wzory polskich banderol podatkowych

Banderola – prostokątna, papierowa opaska naklejana na opakowanie, świadcząca o tym, że towar jest oryginalny i nienaruszony lub jako świadectwo zapłacenia przez producenta lub importera podatku akcyzowego.
Wymiary banderoli i wzory nadruku zależą od rodzaju towaru i wysokości opłaconego podatku, a gatunek papieru i stosowana technika drukarska mają uniemożliwiać jej sfałszowanie. W niektórych państwach członkowskich UE znaki akcyzy przyjmują formę hologramów naklejanych na opakowania jednostkowe wyrobów akcyzowych (w szczególności w branży winiarskiej czy spirytusowej) czy formę e-banderol (w branży tytoniowej).
W polskiej ustawie o podatku akcyzowym banderola określana jest jako znak akcyzy.